# Rockall
Rockall (in islandese Rockalldrangur, in irlandese Rocal o Rocabarraigh, in gaelico scozzese Sgeir Rocail, in faroese Rockall o Rokkurin) è uno scoglio emerso isolato, situato in pieno oceano Atlantico, che si trova all'interno della zona economica esclusiva del Regno Unito.
Il Regno Unito ha rivendicato Rockall nel 1955 e lo ha incorporato nel territorio della Scozia nel 1972. L'Irlanda non riconosce tale incorporazione, pur non avendo essa avanzato alcuna rivendicazione su Rockall. Il Regno Unito ha affermato di non aver intenzione di estendere la propria zona economica esclusiva sulla base di Rockall, avendo ratificato la Convenzione delle Nazioni Unite sul diritto del mare (UNCLOS), la quale afferma che "le rocce che non possono sostenere abitazioni umane o vita economica di per sé non possono avere alcuna zona economica esclusiva o piattaforma continentale". Tuttavia, tali caratteristiche permettono un mare territoriale dell'estensione di 12 miglia nautiche. Con effetto dal 31 marzo 2014, il Regno Unito e l'Irlanda hanno pubblicato i limiti delle rispettive zone economiche esclusive, i quali risolvono ogni disputa sulla loro estensione.
La posizione dell'Irlanda è che Rockall e rocce simili non hanno valore ai fini di stabilire valide rivendicazioni circa i diritti minerari nei fondali adiacenti o circa diritti di pesca nei mari circostanti.

## Etimologia
Il nome è di probabile derivazione gaelica scozzese Sgeir Rocail che tradotto significa "la roccia che ruggisce".

## Geografia fisica

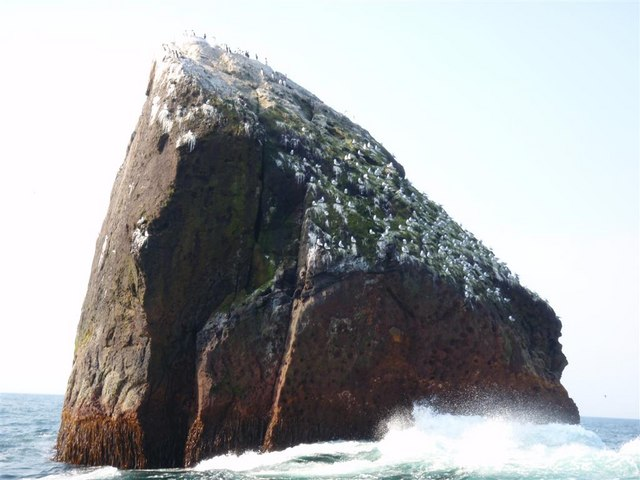
Rockall

Rockall è la sommità di un vulcano estinto e si trova a 57°35′48″N 13°41′19″W, il diametro è di 27 metri, il punto più alto è di 23 metri ed è esteso 570 m². Il banco da cui si eleva lo scoglio roccioso è chiamato Banco di Rockall. Rockall si trova a 301,4 km a ovest dell'isola di Soay, a 368,7 km dalla Scozia a ovest di Hogha Gearraidh, nell'isola di North Uist e a 424 km a nord-ovest di Donegal in Irlanda. È regolarmente bagnato da forti mareggiate soprattutto in inverno.
Rockall risulterebbe essere la terra geograficamente più vicina all'isola fantasma di Buss anche se, essendo Rockall contesa da ben quattro stati, l'isola di Buss calcola più facilmente la sua ipotetica dipendenza alla Scozia, che è la seconda in ordine di vicinanza. Se Rockall viene considerato parte del Regno Unito, risulta essere il punto più occidentale della nazione.
Nel 1975 su Rockall venne scoperto un nuovo minerale, chiamato Bazirite dagli elementi chimici Bario e Zirconio. La Bazirite ha come composizione chimica BaZrSi3O9.

## Storia

### Disastri
Ci sono stati disastri sul vicino scoglio Hasselwood e sul Helena's Reef (quest'ultimo non è stato nominato fino al 1830).
- 1686 - Un mercantile spagnolo, partito per New York, si incaglia il 22 agosto 1686; 250 morti[7].
- 1812 - La nave oceanografica inglese Leonidas affonda.
- 1824 - Il brigantino Helen of Dundee, partito per il Québec, affonda a Hasselwood Rock.
- 1904 -  Il piroscafo Norge, di 3 318 tonnellate, con 700 emigranti diretti da Copenaghen a New York, affonda il 28 giugno 1904; 635 dispersi[8].
- 1984 -  Jack (John) Lavelle è disperso dallo yacht Helen, mentre tornava da Rockall.

Sono inoltre presenti nel fondale due bombe inesplose della Seconda guerra mondiale, che non sono ancora state rimosse.

## Flora e fauna
Sull'isola gli unici macrorganismi permanenti sono chiocciole di scogliera comuni e altri molluschi marini. Un piccolo numero di uccelli marini, soprattutto fulmari, sule, gabbiani tridattili ed urie usano la roccia per riposare in estate. Sule e urie vi si soffermano occasionalmente anche per riprodursi, se l'estate è calma, senza onde di tempesta che bagnino periodicamente la roccia. In totale ci sono poco più di 20 specie di uccelli marini e 6 altre specie animali osservati (compresi i molluschi precedentemente indicati) sopra o vicino l'isolotto.